# (2532) Sutton
(2532) Sutton (1980 TU5; 1951 WY; 1958 RD; 1962 XS; 1969 TX3; 1973 YG1) ist ein ungefähr sieben Kilometer großer Asteroid des inneren Hauptgürtels, der am 9. Oktober 1980 von der US-amerikanischen Astronomin Carolyn Shoemaker am Palomar-Observatorium etwa 80 Kilometer nordöstlich von San Diego, Kalifornien (IAU-Code 675) entdeckt wurde.

## Benennung
(2532) Sutton wurde nach dem Geologen Robert L. Sutton, der am United States Geological Survey tätig ist, benannt. Als Geologe war er am Apollo-Programm beteiligt und führte geologische Untersuchungen an den Proben von Mondgestein durch.